# Kari (jed)
Kari (angleško curry) je krovni izraz, ki se nanaša na številne jedi, ki izvirajo iz kuhinje indijske podceline. Skupna značilnost je uporaba kompleksnih kombinacij začimb ali zelišč, po navadi vsebuje sveže ali suhe pekoče čilije. Uporaba izraza je običajno omejena na jedi, pripravljene v omaki . Kari jedi, pripravljene v južnih državah Indije, so lahko začinjene z listi iz curry drevesa. 
Obstaja veliko vrst jedi, imenovanih "kari". V originalni tradicionalni kuhinji je natančna izbira začimb za vsako jed stvar nacionalne ali regionalne kulturne tradicije, verske prakse in do neke mere družinskih preferenc. Takšne jedi se imenujejo s posebnimi imeni, ki se nanašajo na njihove sestavine, začimbe in način kuhanja . Začimbe se uporabljajo tako za celoto kot za osnovo, kuhane ali surove in se lahko med kuhanjem dodajajo v različnih fazah, da bi dobili različne rezultate. Glavne začimbe, ki jih najdemo v večini karijevih praškov indijskega podkontinenta, so koriander, kumina in kurkuma. Lahko vsebuje široko paleto dodatnih začimb, odvisno od geografskega območja in vključenih żivil (ribe, leča, rdeče ali belo meso, riž in zelenjava) . Karijev prašek, komercialno pripravljena mešanica začimb, je večinoma zahodna domislica iz 18. stoletja. Takšne mešanice naj bi najprej pripravili indijski trgovci za prodajo članom britanske kolonialne vlade in vojske, ki so se vračali v Britanijo.
Jedi, imenovane 'kari' lahko vsebujejo ribe, meso, perutnino ali školjke, posamezno ali v kombinaciji z zelenjavo. Poleg tega so mnogi v celoti vegetarijanski, zlasti med tistimi, ki imajo etične ali verske prepovedi, da bi jedli meso ali morske sadeže.
Kariji so lahko "suhi" ali "mokri". Suhi kari kuhamo z zelo malo tekočine, ki se lahko upari, pri čemer ostale sestavine prevlečemo z mešanico začimb. Mokri kari vsebuje veliko količino omake ali omako na osnovi jogurta, smetane, kokosovega mleka, kokosove smetane, pireja stročnic ali juhe.

## Etimologija
Kari je bil sprejet in angliciziran iz tamilske besede kari in pomeni "omaka", ki se po navadi šteje za zelenjavo in / ali meso, kuhano z začimbami, z ali brez omake . Kari (iz francoskega cuire, kar pomeni kuhati) se je pojavil v angleški kuharski knjigi The Forme of Cury, v 1390-ih. Kari je prvič opisan v portugalski kuharski knjigi iz srede 17. stoletja od članov Britanske vzhodnoindijske družbe, ki so trgovali s tamilskimi (indijskimi) trgovci vzdolž obale Coromandel v jugovzhodni Indiji in postal znan kot »mešanica začimb, ki se uporablja za izdelavo kari jedi ... ki se imenuje kari podi ali karijev prašek.«  Prvi recept v angleščini je leta 1747 izdala Hannah Glasse. 

## Izvor in razširjenost
Arheološki dokazi datirani v 2600 pr. n. št. iz Mohendžo-daroja, nakazujejo uporabo možnarja in terilnice za drobljenje začimb, vključno z gorčico, koromačem, kumino in tamarindskimi stroki, ki so jih dodali v hrano . Črni poper je izviren v Južni in jugovzhodni Aziji, poznan pa je bil v indijski kuhanji že od leta 2000 pr. n. št. 
Podobno najstarejša ohranjena rimska kuharska knjiga Apicius vsebuje podrobnosti o številnih receptih, ki zahtevajo, da se meso začini s kisom, medom in zmletimi zelišči in začimbami, vključno s poprom, kumino, luštrekom, majaronom, meto, klinčki in koriandrom. 
Ustanovitev Mogulskega imperija v začetku 16. stoletja je vplivala na nekatere karije, zlasti na severu. Drug vpliv je bil vzpostavitev portugalskega trgovskega centra v Goi leta 1510, kar je povzročilo uvedbo čili paprike v Indijo iz Amerike, kot stranski produkt Columbovske borze.
Kari je bil uveden v angleško kuhinjo, začenši z anglo-indijskim kuhanjem v 17. stoletju, ko so bile dodane začinjene omake v nežno kuhano meso . Izdaja Hannah Glassejeve The Art of Cookery iz leta 1758 vsebuje recept za Kari na indijski način. Kari je bil prvič postrežen v kavarnah v Veliki Britaniji leta 1809 in je postal vse bolj priljubljen, z velikim skokom v 1940–ih in 1970-ih. V 19. stoletju so kari v Karibe prenesli indijski delavci v britanski sladkorni industriji. Od sredine 20. stoletja so kariji postali priljubljeni daleč od njihovega izvora in vse bolj postajajo del mednarodne kuhinje.

## Indijski podkontinent
S kulinaričnega vidika je koristno, da se indijska podcelina šteje kot celotna zgodovinska regija, zajeta pred osamosvojitvijo avgusta 1947; to so moderne države Indija, Šrilanka, Pakistan in Bangladeš. Običajno se v glavnem razlikuje med severnimi in južnimi slogi indijske kuhinje, saj so v teh kategorijah številni podslogi in variacije. Razlikovanje se običajno nanaša na glavno sestavino škrob: nekvašen kruh na severu, riž na vzhodu, riž in proso na jugu. 

### Bangladeš in Zahodna Bengalija
Bengalska kuhinja, ki se nanaša na kuhinjo v Bangladešu in indijski zahodni Bengaliji, vsebuje karije z morskimi sadeži in svežimi ribami. Gorčično seme in gorčično olje se dodata številnim receptom, kot tudi makovo seme. Izseljenci iz okrožja Sylhet v Bangladešu so v Britaniji ustanovili kari hišno proizvodnjo, v Sylhetu pa so nekatere restavracije, ki jih vodijo izseljenci, specializirane za indijsko hrano v britanskem slogu. 

### Severna Indija
Kariji so najbolj znani del indijske kuhinje. Večina indijskih jedi je navadno kari, pripravljene z dodajanjem različnih vrst zelenjave, leče ali mesa. Vsebina karija in slog priprave se razlikuje po regijah. Večina karijev je na vodni osnovi, ob občasni uporabi mleka in kokosovega mleka. Kari jedi so običajno goste in začinjene in se jedo skupaj s parjenim rižem in različnim indijskim kruhom.

### Gudžarat
Kljub temu, da imajo mokri kariji v Gudžaratu manjšo vlogo kot drugje, obstajajo številni vegetarijanski primeri z omako na osnovi pinjenca ali kokosovega mleka. Glavna sestavina je lahko različna: jajčevec, krompir, sveža koruzna zrna, okra, paradižnik, itd. Poleg tega obstaja več običajnih kofta (mesnw kroglice) jedi, kjer nadomestijo zelenjavo za meso . Undhiyu, specialiteta Gudžarata, je pikantna "mokra" mešana zelenjavna "pečenka", kuhana v lončeni posodi, ki jo pogosto jedo v zimskih mesecih.

### Maharaštra
Kariji iz Maharaštre se razlikujejo od rahlo začinjenega do zelo začinjenega in so vegetarijanski, ovčji, piščančji in ribji. Obalni - konkani - kariji obilno uporabljajo kozice skupaj z začimbami. V zahodnem Maharaštriju so kariji zelo začinjeni, pogosto z arašidi v prahu. Kuhinja regije Vidharba je običajno bolj začinjena od obalne in južne regije. Sestavine, ki se pogosto uporabljajo so besan (moka iz stročnic) ali moka iz čičerike in prah zemeljskega oreščka. Kot posledica Mogulskega imperija v regiji, je na kuhinjo Aurangabada močno vplival severno indijski način kuhanja. Handeši hrana je zelo začinjena in najbolj znana jed je शेव भाजी (shev bhaji). Znane jedi so še वांग्याचे भरीत (wangyache bhareet), उडदाची डाळ (udidachi dal), भरलेली वांगी (bharleli wangi), ठेचा भाकरी (thecha bhaakari), itd. Večina ljudi je kmetov, zato je njihova tradicionalna hrana zelo preprosta.

### Pandžab
Večino pandžabskih jedi pripravljajo z uporabo Tadka, ki jo naredimo s cvrtjem "masale", ki je mešanica ingverja, česna, čebule in paradižnika z nekaj posušenimi začimbami. Temu sledi dodajanje drugih sestavin, vode in občasno mleka. Običajno so začinjene, ravni začimb so zelo različne, odvisno od samega gospodinjstva. Ghee in gorčično olje sta najpogosteje uporabljeni maščobi. Veliko priljubljenih pandžabskih jedi, kot sta murgh makhani (masleni piščanec) in Rajma, so kariji. Te jedi navadno strežejo s parjenim rižem in čapatijem (nekvašen kruh).

### Radžastan
Na kuhinjo Radžastana je vplival tako vojaški življenjski slog prebivalcev kot razpoložljivost sestavin v tej sušni regiji. Prednostna je bila hrana, ki bi lahko trajala več dni in bi jo lahko jedli brez pogrevanja. Pomanjkanje vode in sveže zelene zelenjave sta vplivali na kuhanje. Zato so kariji v Radžastanu običajno izdelani s suhimi začimbami in zelišči ter drugimi suhimi predmeti, kot je moka iz stročnic. Kadhi je priljubljen kari, po navadi postrežen s parjenim rižem in kruhom. Da bi zmanjšali porabo vode v tej puščavi, uporabljajo veliko mleka in mlečnih izdelkov za kuhanje karijev. Laal maans je priljubljen mesni kari.

### Južna Indija

#### Andra Pradeš in Telangana
Hrana iz Andra Pradeša in Telangana velja za najbolj pekočo v Indiji. Država, ki je vodilni proizvajalec rdečih in zelenih čilijev, vpliva na liberalno rabo začimb, tako da so njihovi kariji, čatniji, savorines in mleta zelenjava najbolj pekoča in začinjena po okusu.

#### Goa
Kariji znani kot vindaloo, so postali dobro znani v Veliki Britaniji, Ameriki in drugod, kjer se ime navadno uporablja za označevanje pekoče jedi iz jagnjetine ali piščanca, ki pogosto vsebuje krompir. Take jedi so daleč od izvirnikov iz Goe. 
Ime vindaloo izhaja iz portugalskega vinha d'alhos ali vina (vinho) in česna (alho), dveh pomembnih sestavin. Jed je bila prvotno narejena s svinjskim mesom, ki ni bil tabu za krščanske Portugalce. Vključitev krompirja je bil kasnejši indijski dodatek, za katerega mislijo, da je rezultat zmede s hindujsko besedo za krompir, aloo.

#### Karnataka
Karnataka kariji so običajno vegetarijanski ali z mesom in ribami, večinoma iz obalnih območij. Uporabljajo široko paleto zelenjave, začimb, kokosa in jagode. Obstajajo suhi kariji in temelječi na omaki. Nekatere značilne jedi, ki temeljijo na omaki, so saaru, gojju, thovve, huli, majjige huli (ki je podoben kadiju na severu), sagu ali kootu, ki ga jedo z vročim rižem.

#### Kerala
Malajalski kariji iz Kerale običajno vsebujejo kokosovo pasto ali kokosovo mleko, karijeve liste in različne začimbe. Gorčična semena se uporabljajo v skoraj vseh jedeh, skupaj s čebulo, karijevimi listi in narezanimi rdečimi čiliji ocvrtimi v vročem olju. Večina ne-vegetarijanskih jedi je močno začinjena. Kerala je znana po svoji tradicionalni jedi sadija, vegetarijanskem obroku, ki mu je dodan kuhan riž in številni drugi dodatki, kot so parippu (zeleni grah), papadum, ghee, sambar' (vrsta obare), rasam, aviyal, kaalan, kichadi, pachadi, injipuli, koottukari, (mango, limeta), toorana, ena do štiri vrste payasam, boli, olan, pulizery, moru, topi in bananin čips. Sadijo običajno postrežejo na bananinem listu.

#### Tamil Nadu
Tamilska kuhinja ima značilen okus in aromo, ki se doseže z mešanico in kombinacijo začimb kot so karijev list, tamarinda, koriander, ingver, česen, čili, črni poper, makova semena, gorčična semena, cimet, nageljnove žbice, kardamon, kumina, [[navadni komarček|koromač|], janež, grško seno, muškatni orešček, kokos, kurkuma ali prašek in rožna voda. Leča, zelenjava in mlečni izdelki so bistvena spremljava in se pogosto uporabljajo z rižem. Tradicionalno vegetarijanska hrana dominira v meniju z vrsto ne-vegetarijanskih jedi, vključno s sladkovodnimi ribami in morskimi sadeži, kuhanimi z začimbami.

### Kašmir
Na zahodu je najbolj znan kašmirski kari rogan josh, mokri jagnječji kari z rdečo omako, katere barva izvira iz kombinacije kašmirskega čilija in izvlečka iz rdečega cvetja rastline celosia (mawal) iz družine ščirov.  Goshtaba (velike jagnječje kroglice kuhane v jogurtu) je še ena karijeva jed iz Wazwana, ki se občasno najde v zahodnih restavracijah. 

### Maldivi
Najpomembnejši kari v kuhinji na Maldivih je kuhan s svežo tunino in je znan kot mas riha. Kukulhu riha, piščančji kari, se kuha z drugo mešanico začimb. 
Tradicionalni zelenjavni kariji na Maldivih so tisti, ki uporabljajo bashi (jajčevce), tora (Luffa aegyptiaca - egipčanska bučka), barabō (buča), chichanda (Trichosanthes cucumerina – kačja kumara) in muranga (Moringa oleifera), ter zelene nezrele banane in nekateri listi kot njihova glavna sestavina. Kosi maldivskih rib se običajni dodatek, kar da zelenjavnemu kariju določen okus. 

### Nepal
Na karije nepalske kuhinje so vplivale sosednje države, predvsem Indija in Tibet. Znane indijske začimbe se uporabljajo manj. Kozje meso je priljubljeno v himalajski regiji Nepala.
Daal bhaat (riž in lečna juha) je glavna jed. Nevarska kuhinja je vrsta kuhinje, ki so jo stoletja razvijali Nevari iz Nepala.

### Pakistan
Pakistanski kariji, zlasti v pokrajinah Pandžab in Sindh, so v bistvu podobni tistim v severni Indiji. Ovčetina in goveje meso sta pogosta sestavina. Tipično pakistanski kosilo ali večerja je pogosto sestavljena iz neke vrste kruha (naan ali roti) ali riža z mesom ali zelenjavnim karijem. Na žaru pečeno ali praženo meso je prav tako zelo priljubljeno v obliki kebabov.
Treba je omeniti, da se izraz "kari" v državi praktično nikoli ne uporablja. Namesto tega se uporabljajo za označevanje regionalne besede, kot sta salan ali shorba. Poleg tega se tudi karijev prašek skoraj nikoli ne uporablja v pakistanskem kariju.
Obstaja več vrst karijev, odvisno od načina priprave, kot so bhuna, bharta, roghan josh, qorma, qeema in shorba. Najljubši pakistanski kari je karahi, ki je bodisi iz ovčjega ali piščančjega mesa, kuhan v kuhinjskem pripomočku, imenovanem karahi, ki je podoben voku. Lahorski karahi vsebuje česen, ingver, sveže čilije, paradižnik in izbrane začimbe. Peavarski karahi je še ena zelo priljubljena različica samo z mesom, soljo, paradižniki in koriandrom.

#### Kiber Paktunkwa
Kuhinja iz province Khyber Pakhtunkhwa v Pakistanu je nekoliko podobna kuhinji sosednjega Afganistana. Ekstremne zime na nekaterih območjih onemogočajo oskrbo s svežo zelenjavo, zato je v kuhinjo vključenega veliko suhega sadja in zelenjave. Pokrajina še vedno proizvaja veliko količino oreškov, ki se obilno uporabljajo v tradicionalni kuhinji, skupaj z žitaricami, kot so pšenica, koruza, ječmen in riž. Pripomočki so mlečni izdelki (jogurt, sirotka), različni oreški, domača zelenjava in sveže in suho sadje. Pešavarski karahi iz pokrajinske prestolnice Pešavar je priljubljen kari po vsej državi.

#### Pandžab
Kuhinja v pakistanskem Pandžabu se razlikuje od indijskega Pandžaba zaradi vsebine in religioznih pravil prehrane. Tipičen pandžabski obrok je sestavljen iz neke oblike kruha ali riža s salanom (kari). Večina pripravkov se začne s praženjem masale, ki je mešanica ingverja, česna, čebule, paradižnika in posušenih začimb. Nato se dodajo različne druge sestavine. Raven začinjenosti je zelo odvisna od podregije in samega gospodinjstva. Priljubljena kuhinjska maščoba je desi ghee z nekaterimi jedmi, obogatenimi s precejšnjimi količinami masla in smetane. Obstajajo nekatere jedi, ki so izključne za Pandžab, kot so maash di dal in saron da saag (sarson ka saag). V Pandžabu in Kašmirju je edina jed, ki je znana kot kardhi (kari), jed iz jogurta in močnatih cmokov.

#### Sind
Pakistanski pokrajini Sindh in Baločistan mejita na Arabsko morje. Zaradi tega kuhinja Sindhi v karijih pogosto bogato uporablja ribe. Med pakistansko hrano so kurdski Sindhi po navadi najbolj pekoči. Dnevna hrana v večini gospodinjstev je sestavljena iz ploščatega kruha (phulka) in riža, ki ga spremljata dve jedi, ena omaka in ena suha.

### Šrilanka
V kuhinji na Šrilanki se riž, ki se običajno uporablja vsak dan, lahko najde ob kateri koli posebni priložnosti, medtem ko so začinjeni kariji najljubša jed za kosilo in večerjo. "Riž in kari" se nanaša na vrsto šrilanških jedi.

## Jugovzhodna Azija
Države jugovzhodne Azije, vključno s Tajsko, Indonezijo, Malezijo, Filipini, Mjanmarom, Kambodžo, Laosom in Vietnamom, imajo svoje različice karija

### Mjanmar (Burma)
Burmanska kuhinja temelji na zelo drugačnem razumevanju karijev. Glavne sestavine skoraj vseh burmanskih karijev so sveža čebula (ki zagotavlja sok in glavno telo), indijske začimbe in rdeči čiliji. Meso in ribe so glavne sestavine priljubljenih karijev.
Burmanske kurije lahko posplošimo v dve vrsti - pekoče začinjene jedi, ki kažejo severnoindijski ali pakistanski vpliv in blažje "sladke" karije. V veliki meri nimajo kokosovega mleka, kar jih ločujejo od večine jugovzhodnoazijskih karijev.
Redne sestavine so sveža čebula, česen in čili pasta. Pogoste začimbe so garam masala, posušen čili v prahu, prašek kumine, kurkuma in ngapi, fermentirana pasta, narejena iz rib ali kozic. Burmanski kariji so precej mastni, saj dodatno olje pomaga hrani, da traja dlje. Enakovredno špagetom je Nan gyi thohk, v katerem pšenico ali riževe rezance jedo z mastnim piščančjim karijem.

### Indonezija
V Indoneziji se kari imenuje kari ali kare. Najpogostejša vrsta karija sta kari ayam (piščančji kari) in kari kambing (kozji kari). V Acehu in severni Sumatri se roti iz trsa pogosto je s kari kambingom. Druge jedi, kot so gulai in opor, so jedi na osnovi karija. Pogosto so zelo lokalne in odražajo razpoložljivo meso in zelenjavo. Zato lahko uporabljajo različne vrste mesa (piščanec, goveje meso, vodni bivol in koza, kot v gulai kambingu), morske sadeže (kot so kozice, rakovice, školjke, klobučnjaki in lignji), ribe (tuna, skuša, krap, morski pes, som) ali zelenjavo (mladi nangka, razne stročnice, liste kasave) v začinjeni omaki. Uporabljajo se lokalne sestavine, kot so čili paprika, listi limete kaffir, limonska trava, galangal, indonezijski lovor (salam list), oreščki aleurites moluccana, kurkuma, kurkumin list, asam gelugurja in asam kandisa (kisli mango podoben tamarindi), pasta iz kozic (terasi), kumina, koriander in kokosovo mleko.
Ena priljubljena jed, rendang iz kuhinje zahodne Sumatre, je pogosto opisana kot karamelizirani suhi kari iz govejega mesa. V Indoneziji se rendang po navadi ne šteje za kari, saj je bogatejši in vsebuje manj tekočine, kot je normalno za indonezijski kari. Avtentični rendang uporablja meso bivoljega mesa, ki se več ur počasi kuha v mastnem kokosovem mleku, da se razkuži, karamelizira in postane okusno.Opor Ayam je še ena sprememba karija, ki ima okus zelo podoben gulai. Opor je običajno belkaste barve in ne uporablja niti cimeta niti kurkume. Opor je pogosto del družinskega obroka okoli Lebarana, medtem ko je gulai običajno mogoče najti v restavracijah v Padangu.